# Donda (2021)
Donda este al zecelea album al rapper-ului și producătorului american Kanye West. A fost lansat la 29 august 2021 prin casele de discuri GOOD Music și Def Jam Recordings. Albumul este numit după mama lui West, Donda West.
Albumul a avut ca dată inițială de lansare data de 24 iulie 2020, dar a fost amânat de mai multe ori. În iulie 2021, West a improvizat un studio de înregistrare la Stadionul Mercedes-Benz din Atlanta, unde s-au ținut evenimente de ascultare a albumului la 22 iulie și 5 august. După un al treilea eveniment la Soldier Field în Chicago la 26 august, albumul Donda a fost lansat pe 29 august și a primit recenzii mixte.
Albumul conține contribuții de la JAY-Z, Vory, Playboi Carti, Fivio Foreign, Lil Baby, The Weeknd, Baby Keem, Travis Scott, Lil Durk, Lil Yachty, Don Toliver, Kid Cudi, Young Thug, Jay Electronica, Chris Brown, Pop Smoke, Roddy Ricch, DaBaby, Marilyn Manson, Ty Dolla $ign.

## Lista pieselor
Lista pieselor de pe Donda
| Nr.             | Titlu                  | Producător(i)                                                               | Lungime |  |
| 1.              | „Donda Chant”          | West                                                                        | 0:52    |  |
| 2.              | „Jail”                 | West 88-Keys Mike Dean Ojivolta Dem Jointz E.Vax Solymar                    | 4:57    |  |
| 3.              | „God Breathed”         | West E.Vax Ojivolta Arrow Vindver Allday                                    | 5:33    |  |
| 4.              | „Off the Grid”         | West 30 Roc Ojivolta AyoAA David & Eli Sloane                               | 5:39    |  |
| 5.              | „Hurricane”            | West M. Dean BoogzDaBeast DJ Khalil Ronny J Cirkut Ojivolta 88-Keys Nascent | 4:03    |  |
| 6.              | „Praise God”           | West 30 Roc Ojivolta M. Dean the Twilite Tone Zen Taichi Sloane             | 3:47    |  |
| 7.              | „Jonah”                | West Audi DrtWrk M. Dean Wheezy                                             | 3:15    |  |
| 8.              | „Ok Ok”                | West Boi-1da Bell                                                           | 3:25    |  |
| 9.              | „Junya”                | West Digital Nas Ojivolta Bailey                                            | 2:28    |  |
| 10.             | „Believe What I Say”   | West Dem Jointz BoogzDaBeast FnZ Ojivolta Antman Wonder                     | 4:02    |  |
| 11.             | „24”                   | West Ojivolta Allday Cory Henry Warryn Campbell                             | 3:18    |  |
| 12.             | „Remote Control”       | West Cubeatz Digital Nas Ojivolta 88-Keys M. Dean Teddy Walton              | 3:19    |  |
| 13.             | „Moon”                 | West E.Vax DJ Khalil BoogzDaBeast                                           | 2:36    |  |
| 14.             | „Heaven and Hell”      | West 88-Keys BoogzDaBeast Ojivolta Nabeyin Wallis Lane Dawson               | 2:25    |  |
| 15.             | „Donda”                | West FnZ Ojivolta BoogzDaBeast                                              | 2:08    |  |
| 16.             | „Keep My Spirit Alive” | West FnZ Ojivolta Dem Jointz BoogzDaBeast Woodley Nichols                   | 3:41    |  |
| 17.             | „Jesus Lord”           | West Swizz Beatz Gesaffelstein M. Dean                                      | 8:59    |  |
| 18.             | „New Again”            | West BoogzDaBeast Dem Jointz Ojivolta Wallis Lane Mia Wallis 88-Keys        | 3:03    |  |
| 19.             | „Tell the Vision”      | West BoogzDaBeast FnZ Ojivolta                                              | 1:44    |  |
| 20.             | „Lord I Need You”      | West BoogzDaBeast E.Vax FnZ Wheezy Ojivolta Fallen                          | 2:42    |  |
| 21.             | „Pure Souls”           | West BoogzDaBeast M. Dean Ojivolta Fya Man Shuko Sucuki Völkel              | 5:59    |  |
| 22.             | „Come to Life”         | West Bhasker Walsh Ojivolta Campbell M. Dean                                | 5:10    |  |
| 23.             | „No Child Left Behind” | West Gesaffelstein BoogzDaBeast Cashmere Brown                              | 2:58    |  |
| 24.             | „Jail pt 2”            | West 88-Keys M. Dean Ojivolta Dem Jointz E.Vax Solymar                      | 4:57    |  |
| 25.             | „Ok Ok pt 2”           | West Boi-1da Bell                                                           | 3:25    |  |
| 26.             | „Junya pt 2”           | West Digital Nas Ojivolta Bailey                                            | 3:03    |  |
| 27.             | „Jesus Lord pt 2”      | West Swizz Beatz Gesaffelstein M. Dean                                      | 11:31   |  |
| Lungime totală: | Lungime totală:        | Lungime totală:                                                             | 108:49  |  |

| Ediția de lux - Discul 1 |                                     |                                                                                          |         |  |
| Nr.                      | Titlu                               | Producător(i)                                                                            | Lungime |  |
| 28.                      | „Life of the Party” (cu André 3000) | West All Day BoogzDaBeast The Twilite Tone Vindver Ojivolta Dem Jointz Fonzworth Bentley | 6:31    |  |
| 29.                      | „Up from the Ashes”                 | West Sean Leon Alex Ernewein Timbaland Vindver Angel Lopez                               | 2:42    |  |
| 30.                      | „Never Abandon Your Family”         | West Ojivolta E.VAX                                                                      | 3:27    |  |
| 31.                      | „Remote Control pt 2”               | West Cubeatz Digital Nas Ojivolta 88-Keys M. Dean Teddy Walton                           | 5:23    |  |
| 32.                      | „Keep My Spirit Alive pt 2”         | West FnZ Ojivolta Dem Jointz BoogzDaBeast Woodley Nichols                                | 3:41    |  |
| Lungime totală:          | Lungime totală:                     | Lungime totală:                                                                          | 130:52  |  |